# Sundsudde naturreservat
Sundsudde naturreservat är ett naturreservat i Nyköpings kommun i Södermanlands län.
Området är naturskyddat sedan 2021 och är 15 hektar stort. Reservatet ligger vid östra stranden av Yngaren och består av barrskog. 